# XML Schema (W3C)
XML Schema — язык описания структуры XML-документа. Спецификация XML Schema является рекомендацией W3C.
XML Schema, как и большинство языков описания данных XML, был задуман для определения правил, которым должен подчиняться документ. Но в отличие от других языков описания данных он был разработан так, чтобы его можно было использовать в создании программного обеспечения для обработки XML-документов.
После проверки документа на соответствие XML Schema читающая программа может создать модель документа (конкретный тип документа как в DTD), которая включает:
- словарь (названия элементов и атрибутов);
- модель отношений между элементами и атрибутами и их структуру;
- типы данных элементов и атрибутов.

Каждый элемент в этой модели ассоциируется с определённым типом данных, позволяя строить в памяти как каркас (по схеме) будущего объекта, так и сам объект (при наполнении каркаса данными), соответствующие заданной структуре (схеме) XML-документа. Языкам объектно-ориентированного программирования гораздо легче иметь дело с таким объектом, чем с текстовым файлом.
Другим удобством XML Schema является то, что один словарь может ссылаться на другой, и, таким образом, разработчик может использовать уже существующие словари и легче устанавливать и распространять стандарты XML-структуры для определённых задач (например, словарь протокола SOAP).
Файл, содержащий XML Schema, обычно имеет расширение «.xsd» (XML Schema definition).

## История
Версия 1.0 была одобрена в качестве рекомендации консорциума W3C 2 мая 2001 года. Таким образом XML Schema стала первой спецификацией описания схемы XML-документа, получившей статус рекомендации W3С, среди множества предложенных на рассмотрение. 28 октября 2004 года была опубликована вторая редакция версии 1.0, исправляющая ряд ошибок.
5 апреля 2012 года была одобрена в качестве рекомендации консорциума Версия 1.1.

## Пример

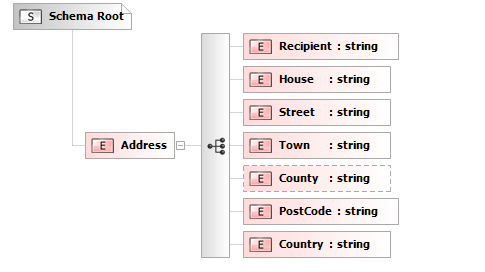
Графическое представление схемы XML

Простой пример схемы на XML Schema, расположенной в файле «country.xsd» и описывающей данные о населении страны:
```
<?xml version="1.0" encoding="utf-8"?>

<xs:schema
 
xmlns:xs=
"http://www.w3.org/2001/XMLSchema"
>

  
<xs:element
 
name=
"country"
>

    
<xs:complexType>

      
<xs:sequence>

        
<xs:element
 
name=
"country_name"
 
type=
"xs:string"
/>

        
<xs:element
 
name=
"population"
 
type=
"xs:decimal"
/>

      
</xs:sequence>

    
</xs:complexType>

  
</xs:element>

</xs:schema>

```

Пример документа, соответствующего этой схеме:
```
<?xml version="1.0" encoding="utf-8"?>

<country>

    
<country_name>
France
</country_name>

    
<population>
59.7
</population>

</country>

```